# Ernest Cahen
Ernest Cahen (* 18. August 1828 in Paris; † 8. November 1893 ebenda) war ein französischer Organist und Komponist.
Cahen studierte am Pariser Konservatorium und gewann 1849 den Second Grand Prix de Rome; ein erster Preis wurde in diesem Jahr nicht vergeben. Er wirkte dann als Organist an der Merklin-Orgel der Großen Synagoge in der Rue de la Victoire und an der Cavaillé-Coll-Orgel der Synagoge der Rue Notre-Dame-de-Nazareth.
Cohen komponierte mehrere Operetten, darunter Le Calfat (1858) und Le souper de Mezzelin (1859), die beide am Théâtre des Folies-Nouvelles uraufgeführt wurden.